# La Mesa (Californië)
La Mesa is een stad in de Amerikaanse staat Californië en behoort tot de San Diego County.
La Mesa heeft 54.749 inwoners (telling van 2000) en een oppervlakte van 24, 1 km². De plaats werd in 1869 gesticht en verkreeg in 1912 de status van stad. La Mesa ligt in het oostelijk verlengde van San Diego, op korte afstand van de grens met Mexico.
De aanduiding 'mesa' is afkomstig uit het Spaans (Californië was vroeger Spaans bezit) en betekent 'bank' of 'plateau'. Dit heeft te maken met de hoogteligging van deze plaats.

## Plaatsen in de nabije omgeving
De onderstaande figuur toont nabijgelegen plaatsen in een straal van 16 km rond La Mesa.

## Geboren
- Bill Walton (1952-2024), basketballer en sportjournalist
- Dave Mustaine (1961), gitarist en zanger
- Frederick Sturckow (1961), astronaut